# كريستيان نيز
كريستيان نيز (بالألمانية: Christian Knees) مواليد 5 مارس 1981 في بون، ألمانيا الغربية، هو دراج ألماني في صنف سباق الدراجات على الطريق.

## سجل النتائج

### المراكز
- حقق المركز الـ 9 في طواف سويسرا 2008
- حقق المركز الـ 10 في طواف إقليم الباسك 2009

## وصلات خارجية
- الموقع الرسمي

## روابط خارجية
- كريستيان نيز على موقع الاتحاد الدولي للدراجات (الإنجليزية)
- كريستيان نيز على موقع أرشيف الدراجات (الإنجليزية)
- كريستيان نيز على موقع إحصائيات الدراجات الإحترافية (الإنجليزية)
- كريستيان نيز على موقع نسبة الدراجات (الإنجليزية)
- كريستيان نيز على موقع CycleBase (الإنجليزية)
- Christian Knees profile نسخة محفوظة 3 يناير 2014 على موقع واي باك مشين.